# Józef Mikołaj Narbutt
Józef Mikołaj Narbutt herbu Trąby – chorąży nadworny litewski w 1794 roku, chorąży lidzki w latach 1768–1794, stolnik lidzki w latach 1764–1768, konsyliarz powiatu lidzkiego konfederacji generalnej Wielkiego Księstwa Litewskiego w konfederacji targowickiej w 1792 roku.
Członek konfederacji Adama Ponińskiego w 1773 roku. Był posłem lidzkim na Sejm Rozbiorowy 1773–1775, wszedł w skład delegacji wyłonionej pod naciskiem dyplomatów trzech państw rozbiorczych, mającej przeprowadzić rozbiór.
18 września 1773 roku podpisał traktaty cesji przez Rzeczpospolitą Obojga Narodów ziem zagarniętych przez Rosję, Prusy i Austrię w I rozbiorze Polski. Członek Komisji Wojskowej Wielkiego Księstwa Litewskiego w 1775 roku. Poseł na sejm 1780 roku z powiatu lidzkiego.